# Matthias Langkamp
Matthias Langkamp est un footballeur allemand né le 24 février 1984 à Spire (Speyer). 
Il joue la saison 2009-2010 au Karlsruher SC où son plus jeune frère Sebastian Langkamp évolue depuis 4 ans.

## Palmarès
Vierge